# Norbert Singer
Pour les articles homonymes, voir Singer.

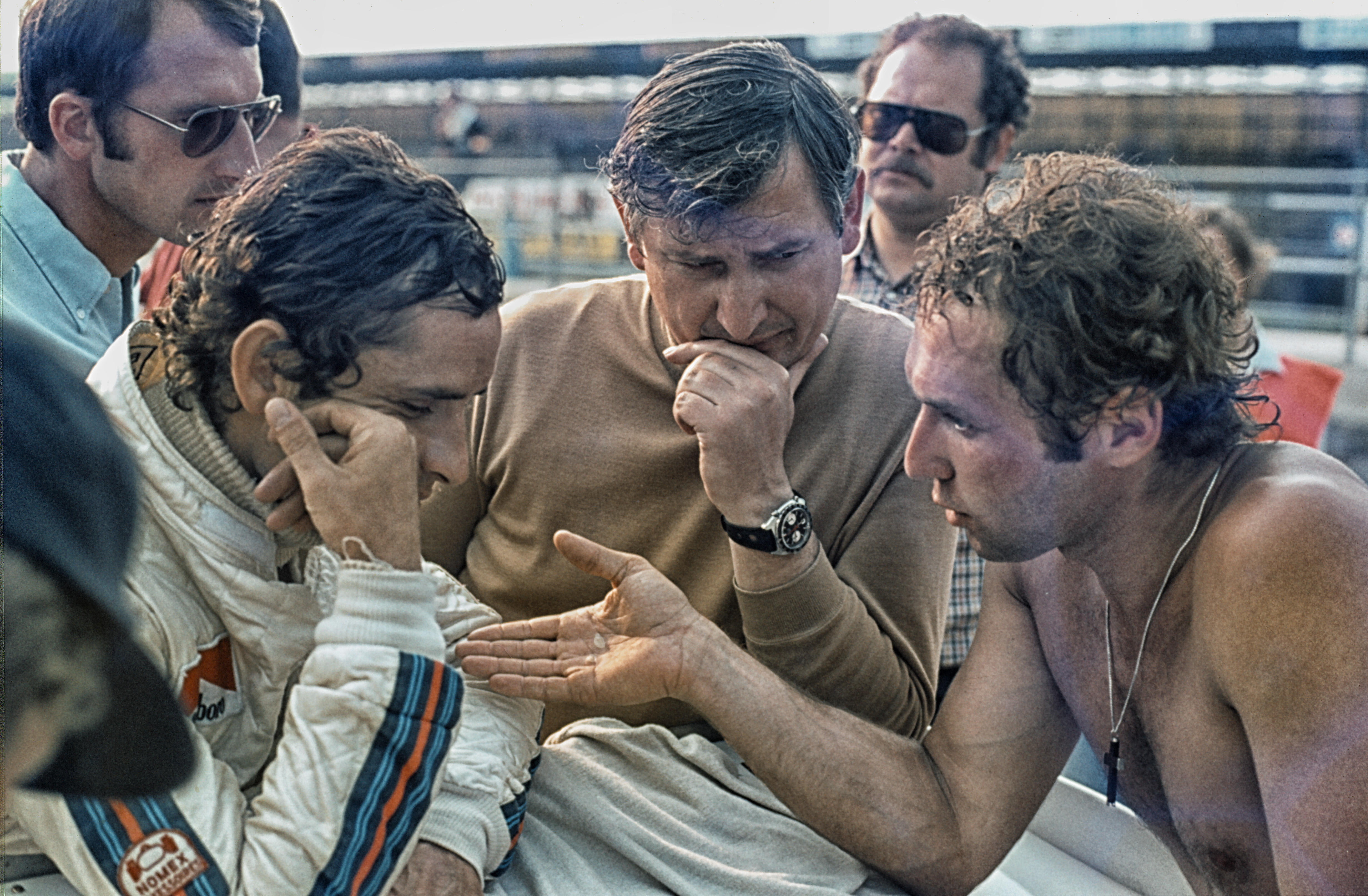
Norbert Singer (au Milieu), avec Jochen Mass (à gauche) et Jacky Ickx (à droite) aux 6 Heures de Silverstone 1976.

Norbert Singer, né le 16 novembre 1939, est un ingénieur automobile allemand qui a joué un rôle clé dans chacune des seize victoires au classement général de Porsche aux 24 Heures du Mans entre 1970 et 1998,.

## Biographie
Norbert Singer est né à Egra (Eger en allemand, Cheb en tchèque), aujourd'hui en République tchèque mais qui faisait partie des Sudètes allemandes en 1939. Il rejoint le département course de la société Porsche à Stuttgart en mars 1970. Le jeune ingénieur de l'université technique de Munich se voit confier la tâche de refroidir les boîtes de vitesses des puissantes Porsche 917 tombées en panne aux 24 Heures du Mans 1969,. Sa première tâche est couronnée de succès et la Porsche 917 domine la course en 1970 ainsi qu'en 1971, la première année où Singer participe à l'épreuve sarthoise.
Norbert Singer participe à la conception de la 911 Carrera RSR et de la RSR Turbo 2.1 de 1972 à 1974. Il est ensuite chargé de développer la Porsche 911 pour la compétition. Ce faisant, il crée la voiture de course client la plus réussie que Porsche ait jamais produite : la Porsche 935 qui a remporté les 24 Heures du Mans 1979, un exploit remarquable pour une voiture conçue pour la route quinze ans auparavant et modifiée pour la course.
Par la suite, Norbert Singer dessine la carrosserie des Porsche 956 et 962 du Groupe C qui remportent sept victoires aux 24 Heures du Mans, trois Championnats du Monde Constructeurs et deux titres pilotes entre 1982 et 1986,. Dans les années 1990, Singer conçoit la Porsche WSC à carrosserie ouverte qui remporte deux victoires en 1996 et 1997.
Il supervise le projet Porsche 911 GT1 avec le moteur de la 911 en position centrale, chose qu'il voulait faire depuis la 935. La 911 GT1 a remporté la 16e victoire de Porsche au Mans en 1998,.

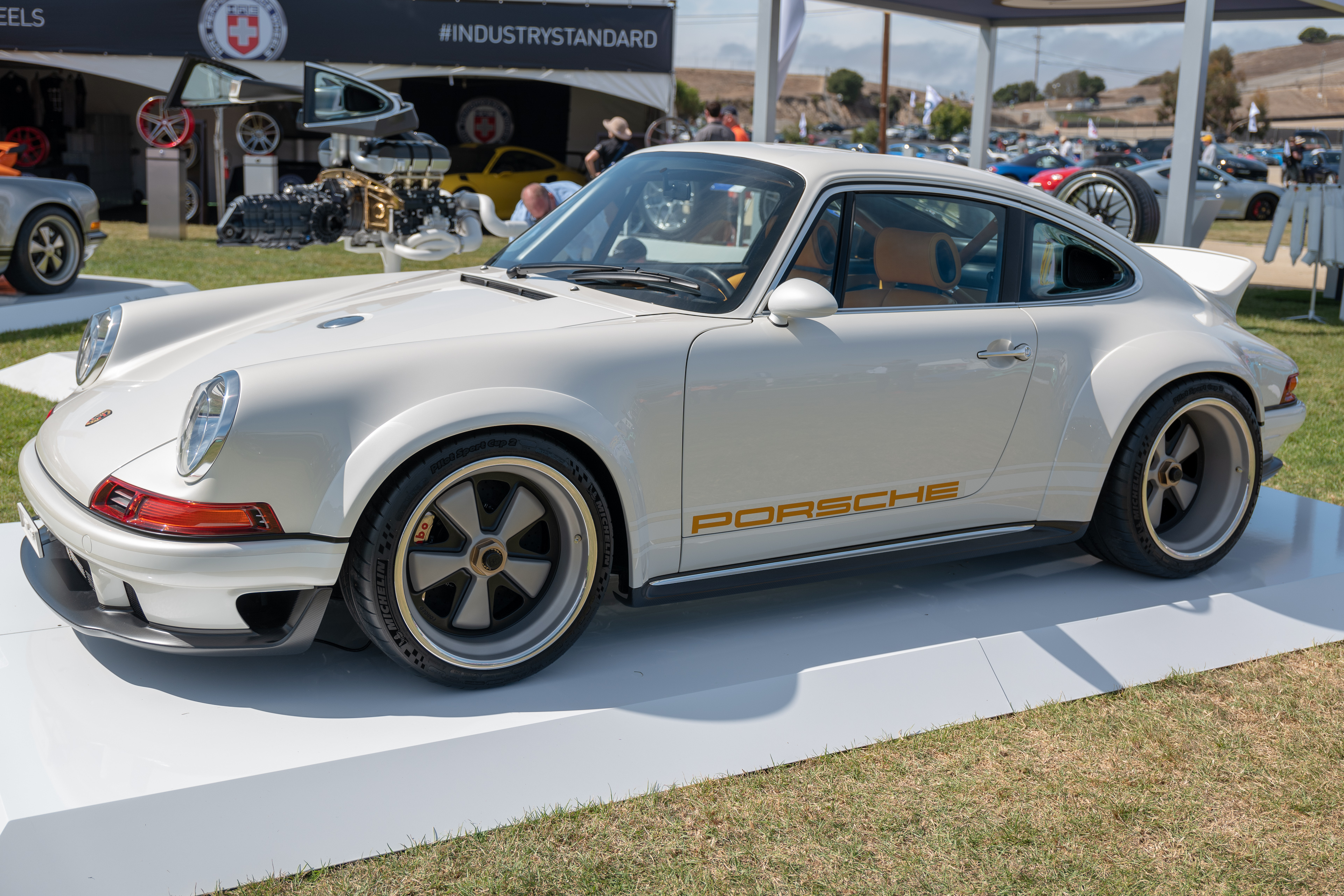
La Porsche 911 Singer DLS conçue en partenariat avec Williams.

Norbert Singer a pris sa retraite du département « courses » de Porsche en 2004. Il a alors assumé un rôle auprès de la FIA en surveillant les performances des courses d'endurance. Il a continué à soutenir les équipes clientes pendant les courses jusqu'en 2010 et à donner des conférences à l'université sur l'ingénierie,.
Norbert Singer a également été consultant pour la Porsche Singer DLS (Dynamics and Lightweighting Study), une version modifiée de la 964 qui a été produite par Singer Vehicle Design, une société dont le nom est en partie un hommage à son travail sur les 911,.

## Ouvrages
- (en) Norbert Singer (en collaboration avec Michael Cotton), 24:16 Lemans 24 Hours/16 Wins with Porsche, Luton, Coterie Press, 2006, 208 p. (ISBN 1902351304, OCLC 1004803563, présentation en ligne).
- (de) Norbert Singer et Wilfried Müller, Norbert Singer – Porsche Rennsport 1970-2004, Düren, Sportfahrer Verlag, coll. « Edition Porsche Museum », 2019, 360 p. (ISBN 9783945390061, présentation en ligne).
- (en) Norbert Singer et Wilfried Müller, Norbert Singer – My Racing Life with Porsche 1970-2004, Düren, Sportfahrer Verlag, coll. « Edition Porsche Museum », 2020, 360 p. (ISBN 9783945390108, présentation en ligne).